# هادی جعفری
هادی جعفری (زاده ۴ اوت ۱۹۸۲) یک بازیکن فوتبال اهل فلاورجان است.